# Pultenaea williamsoniana
Pultenaea williamsoniana är en ärtväxtart som beskrevs av James Hamlyn Willis. Pultenaea williamsoniana ingår i släktet Pultenaea och familjen ärtväxter. Inga underarter finns listade i Catalogue of Life.